# AGM-76 (ミサイル)
AGM-76 ファルコン (英: Falcon)は、核弾頭搭載可能の空対地ミサイルである。

## 概要
AIM-47 ファルコン空対空ミサイルの空対地ミサイル型として開発された。ノースアメリカンF-108 レイピア戦闘機に装備予定だったが、実機が制作されないまま開発中止になったため、ロッキードF-12Bへ変更された。F-12Bでは、高速をいかした対地核攻撃任務を想定していた。YF-12Aから発射試験も行われたが、YF-12シリーズのキャンセルにより、AGM-76の開発も中止された。